# Slag bij Boksum
De Slag bij Boksum op 17 januari 1586, was een veldslag tijdens de Tachtigjarige Oorlog tussen een Spaans koninklijk leger en een Staats leger bij het Friese plaatsje Boksum.

## Voorafgaand
In de periode 1580-1594 van de Tachtigjarige Oorlog had Friesland regelmatig te maken met Spaanse invallen vanuit Groningen, waar de Spanjaarden een solide uitvalsbasis hadden voor verschillende plundertochten. De Friese bevolking leed onder plundering, brandstichting, moord en gijzeling. Aan het eind van 1585 was de stadhouder van Friesland Willem Lodewijk. Toen deze naar Zeeland afreisde om de opvolger van Willem van Oranje samen met enkele andere belangrijke personen uit andere opstandige provincies binnen te halen, greep de Spaanse opperbevelhebber Francisco Verdugo in Groningen zijn kans om Friesland onder controle te krijgen. Een groot Spaans leger kwam samen bij Nienoord.

## De inval
Tussen 13 en 17 januari 1586 vond de grootste inval plaats toen 3000 Spaanse soldaten en 700 ruiters via Joure en Heeg tot aan Workum en Koudum Friesland binnentrokken. Dankzij een strenge vorst waren de paden goed begaanbaar voor de Spaanse kanonnen en ook de Friese meren vormden geen natuurlijke barrière meer. Na de omgeving grondig geplunderd te hebben (naar verluidt vond er ook veel moord en verkrachting plaats) trok het leger naar Het Bildt en Dongeradeel. In Winsum vluchtten vrouwen en kinderen de kerk in en kwamen om toen de Spaanse troepen deze in brand staken. Toen de dooi echter inviel besloot de Spaanse bevelhebber van het invasieleger Johan Baptiste van Taxis om terug te trekken omdat het leger weleens geïsoleerd zou kunnen worden.

## De slag
Willem Lodewijk probeerde terug te komen, maar kon bij Stavoren niet doorreizen naar Leeuwarden doordat de invaller tussen de beide steden in zat. De plundertocht had de Friezen desondanks de tijd gegeven een leger te formeren om tegen de Spaanse invallers ten strijde te trekken. Een beroepslegertje onder leiding van de Deen Steen Maltesen, die sinds 1580 in dienst stond van de Staten van Friesland, werd aangevuld met vrijwilligers. Op de 16e werd een kamp opgeslagen bij Oosterlittens, maar de volgende dag vertrok het leger om zich bij Boksum in te gaan graven. Toen de Spanjaarden op 17 januari op het Friese legertje stuitte was dit nog bezig zich in te graven. Nadat de Friezen omsingeld waren werden zij door de Spanjaarden afgeslacht. De Spaansgezinde officier Oswald van den Bergh veroverde tijdens de slag een Staats vaandel, maar werd daarop bij misverstand door een bondgenoot doorstoken die hem aanzag voor een Staatse vaandrig. Naar overlevering vielen er duizend doden, al is het meer waarschijnlijk dat er aan Friese kant zo'n 400-500 slachtoffers vielen.

## Nasleep
Na de overwinning van de Spaanse regeringstroepen op de Friezen moesten de overwinnaars snel terugkeren naar het voor hun veiligere Groningen. Hierbij werden de buit en veel wapens achtergelaten, omdat door de dooi de goederen niet op sleden vervoerd konden worden. Met niets anders dan 300 gevangenen keerden de Spanjaarden terug naar Groningen.
In maart 2016 werden er botten gevonden onder de straat Pypsterbuorren ten noorden van Boksum, in een kuil in de zeedijk. Onder meer roodbakkend aardewerk en vooral een schedel met een kogelgat wijzen op de 16e eeuw en een waarschijnlijke link met de slag bij Boksum. Het is onduidelijk of deze kuil een defensief bouwwerk was waarin de soldaten gesneuveld zijn of een later massagraf waar ze achteraf door de dorpsbewoners in zijn gedumpt. Ook is het niet duidelijk aan welke zijde de gesneuvelden stonden; mogelijk zal er DNA-onderzoek worden gedaan om te kijken of het Friezen of Spanjaarden waren.